# San Canice
Cainnech de Aghaboe (515/16–600), también conocido como san Canice en Irlanda, san Kenneth en Escocia, san Kenny y en latín sanctus Canicus, fue un abad irlandés, fundador monástico, sacerdote y misionero durante la Alta Edad Media. Cainnech fue uno de los doce apóstoles de Irlanda y predicó el cristianismo en toda Irlanda y entre los pictos en Escocia. Escribió un comentario sobre los Evangelios, que durante siglos fue conocido como Glas-Choinnigh o El candado de Kenneth o la Cadena de Cainnech .
La mayor parte de lo que conocemos sobre la vida de Canice se basa en la tradición. Según esta, fue un hombre virtuoso, de gran elocuencia y erudición. Su fiesta se conmemora el 11 de octubre en la Iglesia católica Romana y la Iglesia ortodoxa Oriental según sus respectivos calendarios (gregoriano o juliano) con días festivos adicionales el 1 o 14 de agosto en la Iglesia ortodoxa oriental .

## Introducción

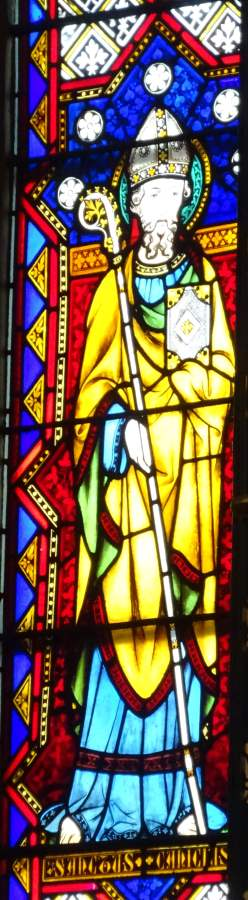
Representado en vidrieras, Catedral de Santa María, Kilkenny.

Mucho de lo que se sabe de Cannice proviene de leyendas, aunque su existencia está documentada por Adomnán (también conocido como Eunan), el noveno abad de Iona que murió en el año 704. Adomnán fue hagiógrafo y en su obra más importante, la Vita Columbae o Vida de San Columba aparecen referencias a Cainnech.

## Los antecedentes de Cainnech

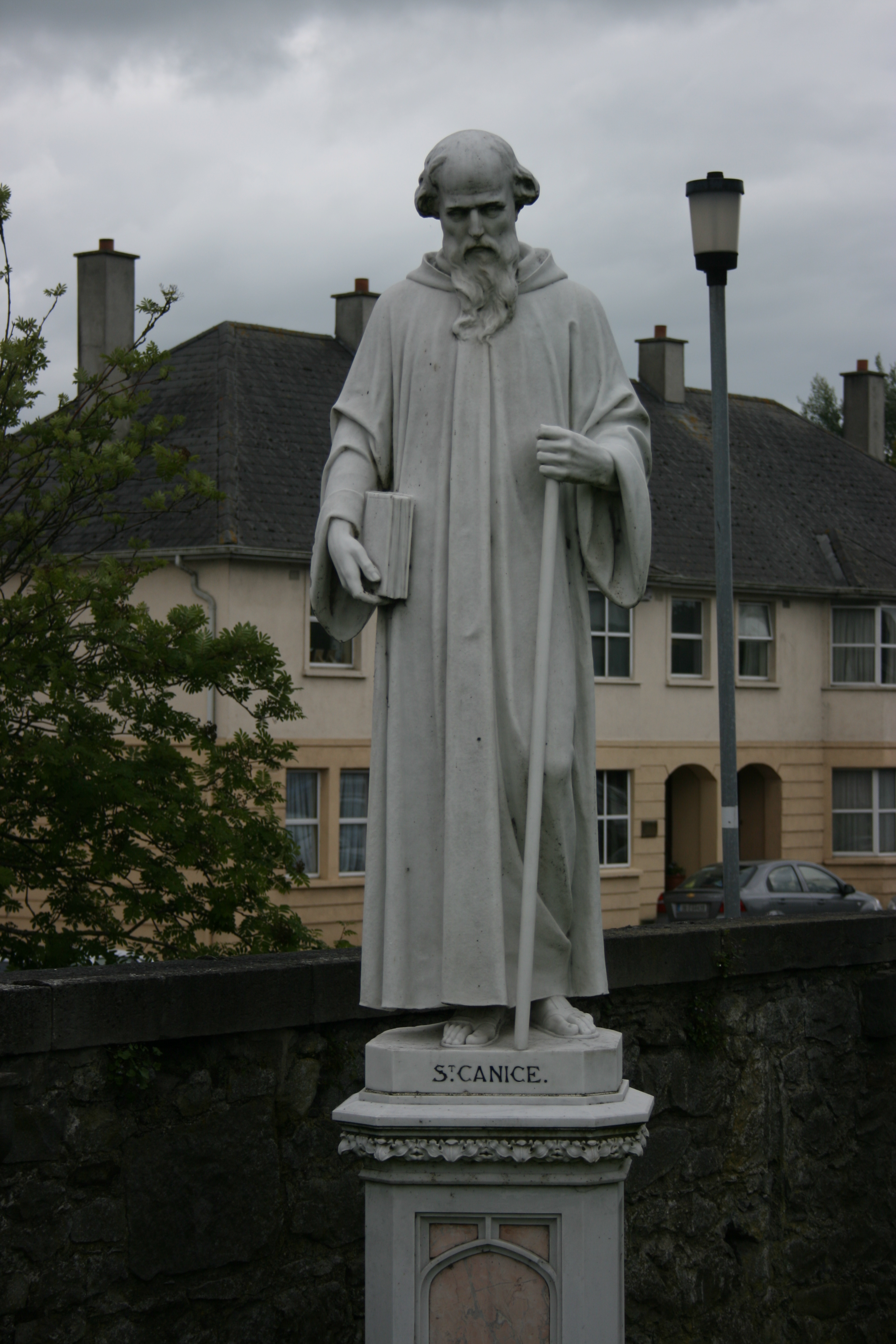
Estatua en la iglesia católica de St. Canice, Kilkenny

Cainnech nació en 515 o 516, en Glengiven, cerca de Dungiven en Ulster, la provincia del norte de Irlanda . Su nombre completo era Cainnech moccu Dalánn.
El padre de Cainnech, Lughadh Leithdhearg, pertenecía a los CorcoDalann o Ui Dalainn, una tribu cuyo antepasado, Dalann, se remonta a Fergus mac Róich, que fuera rey de Ulster. Los Corco-Dalann provenían de una isla llamada  "Insula Nuligi", que generalmente se identifica con Inis-Doimhle o Inis-Uladh, en el río Suir, al sureste de Waterford .
Lughadh era un bardo distinguido, un poeta itinerante profesional y altamente capacitado, que se estableció en Glengiven, en el actual condado de Derry, donde obtuvo el favor y la protección del jefe de Cianachta convirtiéndose en tutor del hijo del jefe, Geal Breagach. 
La madre de Cainnech se llamaba Maul o Mella. Alcanzó un grado eminente de santidad. La iglesia de Thompleamoul o Capella Sanctae Maulae seu Mellae, junto a la ciudad de Kilkenny, fue dedicada a Dios bajo su advocación.

## Primeros años de vida

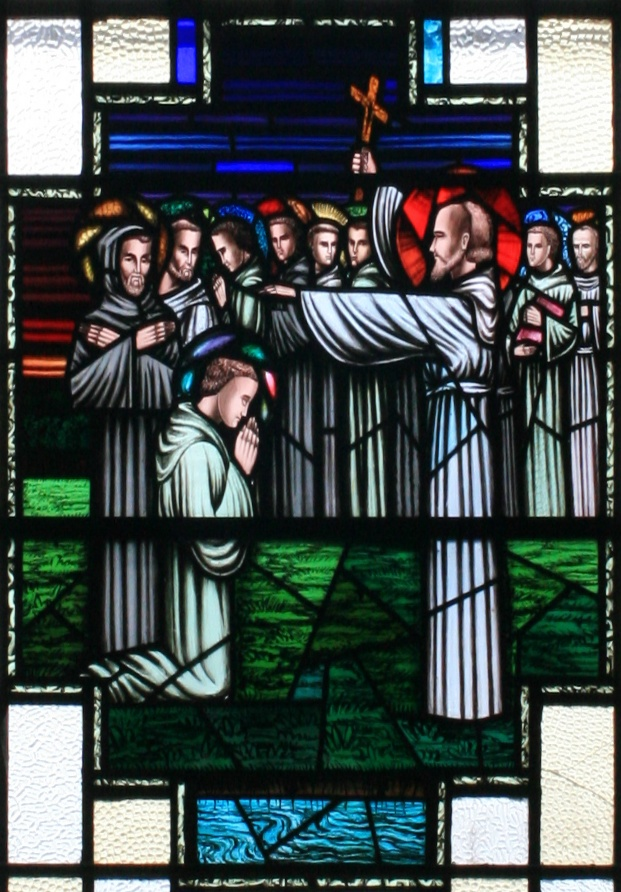
Finnian de Clonard impartiendo su bendición a los Doce Apóstoles de Irlanda

En la Irlanda cristiana primitiva, la tradición druida colapsó con la difusión de la nueva fe. El estudio de la teología latina y cristiana floreció en los monasterios.
Cainnech pasó sus primeros años cuidando los rebaños de su jefe. En 543 Cainnech se convirtió en alumno de la escuela monástica de Finnian en Clonard, donde, durante el siglo VI, estudiaron algunos de los nombres más significativos del cristianismo irlandés. Doce de los estudiantes del Monasterio llegarían a ser conocidos como los Doce Apóstoles de Irlanda, siendo Cainnech uno de ellos. Fue en Clonard donde Cainnech se convirtió en amigo y compañero de Colmcille (Columba).
En 544 estudió con Mobhí Clárainech en la escuela de Glasnevin, con Kieran de Clonmacnoise y Comgall de Bangor. Cuando la peste obligó a la comunidad a disolverse, Comgall se dirigió al monasterio de Llancarfan de Cadoc en Glamorganshire en Gales, donde fue ordenado sacerdote en 545.
Partió a Roma para recibir la bendición del pontífice reinante. En 550 regresó a Glengiven, donde convirtió a su hermano adoptivo, Geal-Breagach, quien luego lo ayudó a fundar Drumachose, en la cercana Limavady .

## Escocia
En 565 Cainnech se unió a Columba en Escocia, donde se le conoce como Kenneth. Adamnan cuenta la llegada de Cainnech a Iona. Columba había profetizado que un "cierto hombre santo y excelente, llegará aquí entre nosotros antes de la tarde". Según Adamnan, Dios proporcionó a Cainnech una travesía segura y tranquila, a pesar de que el mar era peligroso y tormentoso ese día. Columba lo recibió esa noche con todo honor y hospitalidad.
Cainnech construyó una iglesia en el lugar ahora conocido como Saint Andrews. Construyó celdas monásticas en la isla de Ibdon, posiblemente en South Uist, y Eninis, un oratorio llamado Lagan-Kenny en las orillas del lago Laggan y un monasterio en Fife. a orillas del Edén. El santo pudo haber jugado un papel destacado en la conversión de South Uist al cristianismo. El nombre de Cainnech todavía se conmemora en las ruinas de una antigua iglesia, Kil-Chainnech en Tiree, en un cementerio, Kil-Chainnech, en Iona y Inch Kenneth en Mull .

## Regreso a Irlanda
Cainnech pasó gran parte de su vida en el condado de Meath y Ossory en lo que hoy es el condado de Laois . En Ossory tenía buena reputación ante el rey Colmann, hijo de Feradach, que le donó numerosas tierras, incluyendo Aghaboe ("el campo del Buey"), que se convirtió en su principal monasterio. Aghaboe creció en importancia y en el siglo VII envió a Feargal como misionero a Salzburgo, Austria. Aghaboe fue durante un tiempo sede del obispo hasta que, bajo la influencia normanda, se trasladó de Aghaboe a Kilkenny en el siglo XII. En 1346, Diarmaid Mac Giollaphádraig quemó la ciudad de Aghaboe y destruyó por completo el santuario de Cainnech junto con sus reliquias.

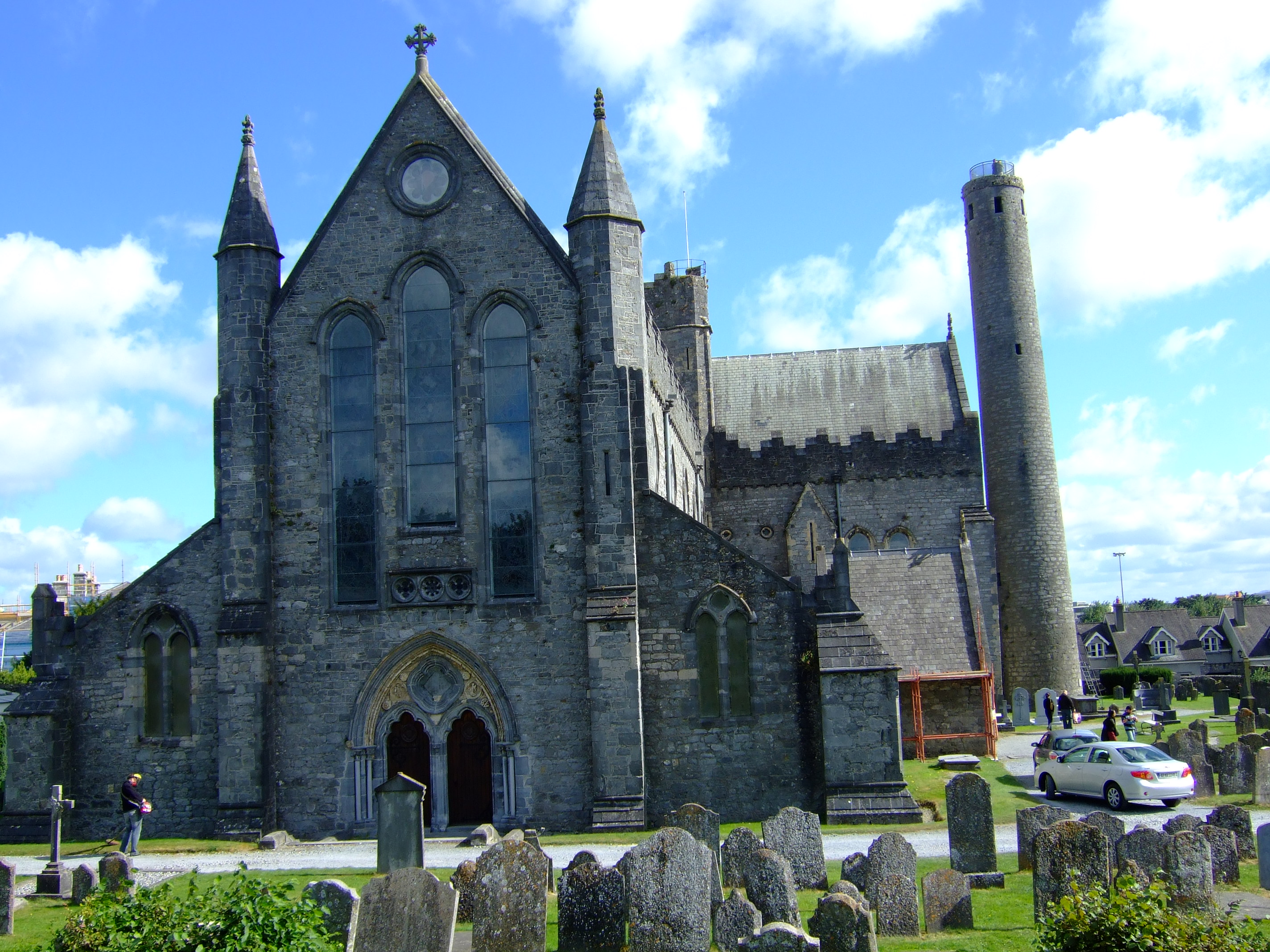
Catedral de San Canice en Kilkenny.

Kilkenny (irlandesa: Cill Chainnigh "La Iglesia de Cainnech") era originalmente el nombre de una iglesia erigida por Cainnech o dedicada a él, dando nombre posteriormente a la ciudad y la parroquia.Kilkenny fue una de los últimos lugares de Irlanda en convertirse al cristianismo . La tradición afirma que en 597, Cainnech dirigió un ejército cristiano a Kilkenny para destruir el último bastión del poder druídico en Irlanda. El último Archidruida de Irlanda se había retirado con su Consejo a un montículo en Kilkenny por seguridad, y Cainnech los derrotó. Fundó un monasterio cerca de lo que ahora es la Catedral de San Canice de la Iglesia de Irlanda . Murió y fue enterrado en la abadía de Aghaboe en 599/600.

## Cadena de Cainnech
En su vejez, Cainnech se retiró a una isla en lo que una vez fue Loch Cree y escribió un comentario sobre los cuatro evangelios. Esto pasó a ser conocido como Glass Kinnich (Glas-Chainnigh ) o Cadena de Cainnech . Este manuscrito se conservó durante mucho tiempo en su iglesia y se convirtió en un texto de referencia en la Edad Media.

## Mecenazgo
Cainnech es el patrón de Aghaboe y junto con Ciarán de Saigir, es uno de los patrones de Kilkenny y del histórico reino de Osraige. Cainnech es también el santo patrón de los náufragos.

## Otras lecturas
- Baring-Gould, S, "S. Cainnech", Las vidas de los santos británicos; Los santos de Gales, Cornualles y los santos irlandeses, V2, (1908), Kessinger Publishing,ISBN 0-7661-8765-9 (2005).
- O'Donovan, John, El banquete de Dun Na N-Gedh y la batalla de Magh Rath, para la Sociedad Arqueológica Irlandesa, (1842)ISBN 978-0-7661-8765-8 .